# NES Remix
NES Remix (in Japan Famicom Remix) ist ein Videospiel, das von Nintendo Entertainment Analysis & Development (Nintendo EAD) entwickelt und von Nintendo angekündigt und am 18. Dezember 2013 im Nintendo eShop der Wii U veröffentlicht wurde. Darauffolgend fand eine Nintendo-Direct-Präsentation, in der es unter anderem um das Spiel ging, statt. Am 24. April 2014 erschien mit NES Remix 2 ebenfalls für die Wii U ein Nachfolger, in dem hauptsächlich Spiele aus der späteren Lebenszeit des NES enthalten sind. Mit Ultimate NES Remix erschien sowohl als Download- als auch als Einzelhandelsversion am 7. November 2014 eine weitere Fortsetzung der Serie für den Nintendo 3DS.

## Spielprinzip
In NES Remix geht es darum, möglichst viele Level, die aus Herausforderungen bestehen, die aus bestimmten nachgestellten Szenen aus Spielen aus den Anfängen der NES-Ära zusammengesetzt sind, abzuschließen. Ein Level besteht aus mindestens einer Herausforderung. Für jedes gemeisterte Level erhält der Spieler je nach benötigter Zeit zwischen einem und drei leuchtenden Sternen. Je mehr Sterne der Spieler sammelt, desto mehr Level und Spiele schaltet er frei. Insgesamt enthält das Spiel 204 verschiedene Herausforderungen.

## Entwicklung
Einem IGN-Interview zufolge begann das Spiel als Lieblingsprojekt von Koichi Hayashida von Nintendo Entertainment Analysis & Development (EAD) Tokyo, nachdem er bei Super Mario 3D Land Director war. Mit der Zustimmung vom Gruppenleiter und Produzent Yoshiaki Koizumi entwickelte Hayashida die ersten 100 Herausforderungen von NES Remix selbst. Hayashida, der zu dieser Zeit auch bei Super Mario 3D World als Co-Regisseur fungierte, wurde später von drei weiteren Mitgliedern von EAD Tokyo unterstützt. Nintendo beauftragte außerdem Indieszero mit der Fertigstellung des Spiels.
Hayashida gab an, dass er NES Remix zum Teil aus dem Wunsch heraus entwickelte, auf der Arbeit NES-Spiele zu spielen. Als Kind konnte er nicht viele dieser Titel spielen und er betrachtete das Spiel als eine Gelegenheit, die verlorene Zeit nachzuholen. Hayashida wurde auch aus ähnlichen Gründen dazu inspiriert, die Spiele in Minispiele aufzuteilen, da er als Erwachsener nicht mehr so viel Zeit hatte wie als Kind, aber dennoch spätere Abschnitte in den Spielen spielen wollte.
Hayashida war überzeugt davon, dass NES Remix völlig authentisch zu seinen alten Wurzeln sein sollte. Zu diesem Zweck basiert die Kompilation vollständig auf einer akkuraten Emulation der NES-Hardware und der Original-Spielsoftware. Dazu gehören Hardware-Probleme wie die Verlangsamung der Bildrate, wenn zu viele Charaktere auf dem Bildschirm zu sehen sind und Software-Bugs. Hayashida erklärte, dass es sich dabei um wichtige Bestandteile des Originals handelt, die sich direkt auf den Schwierigkeitsgrad auswirken und daher nicht verändert wurden. Ähnlich äußerte sich Hayashida auch über die Steuerung. Auch wenn sie nicht ideal war, verstand er, dass sie aus einem bestimmten Grund so konzipiert worden war und deshalb für NES Remix nicht verändert werden durfte.

## Rezeption
Das deutschsprachige Online-Computerspiel-Magazin spieletipps.de bewertete NES Remix mit 86 von 100 Punkten und urteilte, dass das Spiel mit besonderen Herausforderungen und cleveren Ideen überrasche.